# João Manzarra
João Maria Bastos Manzarra Miguel (Lisboa, 20 de junho de 1985) é um apresentador de televisão e ator português.

## Carreira
A sua primeira aparição como apresentador de televisão deu-se em 2007 no programa Curto Circuito da SIC Radical. Depois de dois anos e meio passou para a SIC generalista. Apresentou com José Figueiras e Liliana Campos o programa SIC ao Vivo.
Em 2009, apresentou juntamente com Carolina Patrocínio o programa de entretenimento TGV - Todos Gostam do Verão emitido na SIC.
Em 2009 e até 2015, apresentou as várias edições (3.ª, 4.ª, 5.ª e 6.ª) do programa Ídolos juntamente com Cláudia Vieira, ganhando uma grande notoriedade em Portugal devido às grandes audiências geradas pelo concurso.
Graças ao seu talento e enorme popularidade conquistada foi escolhido pela SIC para apresentar a solo o programa Achas que Sabes Dançar? que teve a sua primeira emissão no dia 11 de Abril de 2010 sendo líder de audiências do dia e do seu horário. Em 2013, em conjunto com a Vera Fernandes fez A Hora do Manzarra, na Cidade FM (91.6), às 19h00.
Apresentou a primeira e a segunda edição do Factor X da SIC.
Em 2018, apresentou o programa DivertidaMente da SIC. No ano seguinte apresentou ao lado de César Mourão e Débora Monteiro, o programa Lip Sync Portugal.  Apresenta desde 2020 A Máscara.
Em 2024 foi chamado por Daniel Oliveira, para apresentar com Inês Aires Pereira o programa das noites de domingo de verão, Parece Impossível.

### Participação na série daSIC,Lua Vermelha.
Uma das contribuições mais significativas como ator foi a sua participação especial no desfecho da série televisiva Lua Vermelha em 2012. Nesse episódio crucial, desempenhou o papel de O Mais Antigo, o vampiro mais poderoso e antigo, conforme o próprio nome sugere. 
Após a batalha decisiva em que os vampiros se uniram aos Dissidentes para superar os Luz Eterna, proferiu a inesquecível frase: "Sim! Tu serás uma excelente chefe de zona!", dirigida a Beatriz Azevedo, personificada por Catarina Mago. 

## Filmografia

### Televisão
| Ano         | Canal       | Programa                                        | Função                                            |
| ----------- | ----------- | ----------------------------------------------- | ------------------------------------------------- |
| 2007 - 2011 | SIC Radical | Curto Circuito                                  | Apresentador                                      |
| 2009        | SIC         | Marchas Populares de Lisboa                     | Repórter                                          |
| 2009        | SIC         | SIC ao Vivo                                     | Apresentador, com José Figueiras e Liliana Campos |
| 2009        | SIC         | TGV - Todos Gostam do Verão                     | Apresentador, com Carolina Patrocínio             |
| 2009 - 2010 | SIC         | Ídolos 3                                        | Apresentador, com Cláudia Vieira                  |
| 2010        | SIC         | Ídolos 4                                        | Apresentador, com Cláudia Vieira                  |
| 2010        | SIC         | Lua Vermelha                                    | Ator                                              |
| 2010        | SIC         | Achas que Sabes Dançar? 1                       | Apresentador                                      |
| 2010        | SIC         | Natal de Esperança                              | Apresentador                                      |
| 2010        | SIC         | Parabéns a Você (Especial 18.º Aniversário SIC) | Apresentador                                      |
| 2011        | SIC         | Chamar a Música                                 | Apresentador                                      |
| 2011        | SIC         | Parabéns a Você (Especial 19.º Aniversário SIC) | Apresentador                                      |
| 2012        | SIC         | Ídolos 5                                        | Apresentador, com Cláudia Vieira                  |
| 2013 - 2014 | SIC         | Vale Tudo 1                                     | Apresentador                                      |
| 2013        | SIC         | Sol de Inverno                                  | Ator                                              |
| 2013 - 2014 | SIC         | Factor X 1                                      | Apresentador, com Bárbara Guimarães               |
| 2014        | SIC         | Vale Tudo 2                                     | Apresentador                                      |
| 2014        | SIC         | Sal                                             | Ator                                              |
| 2014        | SIC         | Factor X 2                                      | Apresentador, com Cláudia Vieira                  |
| 2015        | SIC         | Ídolos 6                                        | Apresentador                                      |
| 2017        | SIC         | Vale Tudo 3                                     | Apresentador                                      |
| 2017        | SIC         | XXII Gala dos Globos de Ouro                    | Apresentador                                      |
| 2017        | SIC         | Just Duet - O Dueto Perfeito                    | Apresentador                                      |
| 2018        | SIC         | DivertidaMente                                  | Apresentador                                      |
| 2019        | SIC         | Lip Sync Portugal                               | Apresentador, com César Mourão                    |
| 2019        | SIC         | A Árvore dos Desejos 1                          | Apresentador                                      |
| 2019        | SIC         | Um Desejo de Natal                              | Participação                                      |
| 2020        | SIC         | A Máscara 1                                     | Apresentador                                      |
| 2020        | SIC         | A Árvore dos Desejos 2                          | Apresentador                                      |
| 2021        | SIC         | A Máscara 2                                     | Apresentador                                      |
| 2021        | SIC         | Regresso ao Futuro                              | Apresentador, com Cláudia Vieira                  |
| 2021        | SIC         | Estamos em Casa                                 | Apresentador                                      |
| 2021 - 2022 | SIC         | A Máscara 3                                     | Apresentador                                      |
| 2022        | SIC         | Cantor ou Impostor?                             | Influenciador                                     |
| 2023        | SIC         | Vale Tudo 4                                     | Apresentador                                      |
| 2023        | SIC         | Vale Tudo Especial                              | Apresentador                                      |
| 2023        | SIC         | Vale Tudo Especial Verão                        | Apresentador                                      |
| 2023        | SIC         | Vale Tudo Especial Fim de Ano                   | Apresentador                                      |
| 2024        | SIC         | A Máscara 4                                     | Apresentador                                      |
| 2024        | SIC         | Parece Impossível!                              | Apresentador, com Inês Aires Pereira              |
| 2024        | SIC         | Vale Tudo Especial                              | Apresentador                                      |
| 2025        | SIC         | A Máscara 5                                     | Apresentador                                      |

### Especiais / Outros
| Ano  | Nome                                         | Função                         | Canal       |
| ---- | -------------------------------------------- | ------------------------------ | ----------- |
| 2023 | Salve-se Quem Puder                          | Capitão de Equipa              | SIC         |
| 2013 | Socorro, Tenho Um Negócio!                   | Apresentador                   | SIC Caras   |
| 2013 | A Vida Também é Isto                         | Ator                           | SIC Radical |
| 2010 | Gala "Uma Flor para a Madeira"               | Apresentador, com Fátima Lopes | SIC         |
| 2009 | Sudoeste 15/16                               | Repórter                       | SIC Radical |
| 2009 | Super Bock Super Rock                        | Repórter                       | SIC Radical |
| 2009 | Pokerzada                                    | Ator e argumentista            | SIC Radical |
| 2009 | Maratona do Humor – Homenagem a Raul Solnado | Repórter                       | SIC Radical |
| 2008 | Especial SIC Natal                           | Repórter                       | SIC Radical |
| 2008 | Rock in Rio                                  | Repórter                       | SIC Radical |
| 2008 | Pepsi Street Art                             | Repórter                       | SIC Radical |
| 2008 | JB Night Party                               | Repórter                       | SIC Radical |
| 2008 | Super Bock Super Rock Porto                  | Repórter                       | SIC Radical |
| 2008 | Festival Optimus Alive                       | Repórter                       | SIC Radical |
| 2007 | Fuzz                                         | Locutor                        | SIC Radical |
| 2007 | CreamFields Festival                         | Repórter                       | SIC Radical |
| 2007 | Festival Optimus Alive                       | Repórter                       | SIC Radical |
| 2007 | Festival de Paredes de Coura                 | Repórter                       | SIC Radical |

### Cinema
| Ano  | Nome                        |
| ---- | --------------------------- |
| 2011 | Yakun (curta-metragem)      |
| 2014 | Ruas Rivais                 |
| 2024 | Vive e Deixa Andar (Júnior) |

### Web
| Ano  | Nome                 | Função       |
| ---- | -------------------- | ------------ |
| 2012 | Rés-do-chão Esquerdo | Apresentador |

### Dobragens
| Ano  | Nome                             | Personagem | Produção          |
| ---- | -------------------------------- | ---------- | ----------------- |
| 2018 | Sherlock Gnomes                  | Gnomeu     |                   |
| 2016 | A Vida Secreta dos Nossos Bichos | Max        |                   |
| 2015 | Hotel Transylvania 2             | Jonhattan  |                   |
| 2013 | Gladiadores                      | Timo       | Iginio Straffi    |
| 2012 | Os Piratas                       | Número 2   |                   |
| 2011 | Gnomeu e Julieta                 | Gnomeu     | Touchstone        |
| 2010 | As Aventuras de Sammy            | Sammy      | 2.0 Digital Media |
| 2009 | Planeta 51                       | Lem        |                   |

## Prémios e nomeações
- Nomeado, Troféus TV 7 Dias (Melhor Apresentador de 2009)
- Vencedor, Troféus TV 7 Dias (Melhor Programa de Entretenimento de 2009) com o programa "Ídolos")
- Nomeado, Gala dos Globos de Ouro 2010 (Prémio Revelação)
- Nomeado, Troféus TV 7 Dias (Melhor Programa de Entretenimento de 2010) com o programa "Ídolos" e "Achas que Sabes Dançar?")
- Nomeado, Troféus TV 7 Dias (Melhor Apresentador de 2010)

## Vida pessoal
Namorou vários anos com a atriz, Jessica Athayde.